# ピウス3世 (ローマ教皇)
ピウス3世（Pius III、1439年5月29日 - 1503年10月18日）は、在位期間が極めて短いルネサンス期のローマ教皇（在位：1503年）。本名はフランチェスコ・トデスキーニ・ピッコローミニ（イタリア語: Francesco Todeschini Piccolomini）。在位わずか26日で死去した。
シエナ出身。伯父アエネアスがピウス2世となったため、ネポティズム（親族登用主義）の恩恵を受けて22歳でシエナの司教および枢機卿に任命された。ネポティズムで登用されたとはいえ優秀な人材であったため、歴代の教皇たちに引き続き取り立てられ、パウルス2世時代のラティスボンの帝国議会への参加、あるいはシクストゥス4世時代のウンブリアにおける教会制度の改革などの業績を残した。
やりたい放題であったアレクサンデル6世の没後、教皇庁が混乱の極みに陥る中で、長年の反アレクサンデル6世で知られ、かつのちに政治屋・戦争屋教皇と評価されたローヴェレ枢機卿（後のユリウス2世）のフランス王国をバックにした後押しもあって、1503年9月22日にフランチェスコが教皇に選出され、ピウス3世を名乗った。教皇位につくと早速、腐敗の進んだ教皇庁の改革に取り組もうとした。しかし、在位26日目の10月18日に急逝した。足にできた潰瘍のためとも、シエナ総督パンドルフォ・ペトルッチが盛った毒物のためとも言われる。
直後の教皇選出において件のローヴェレ枢機卿が、仇敵アレクサンデル6世の庶子で教皇軍総司令官であったチェーザレ・ボルジアの支持を取り付ける、という政治的な離れ業によって教皇位につき、ユリウス2世となった。ただし、直後に用の無くなったチェーザレ・ボルジアはユリウス2世によりローマを追われている。
短い在位期間と急死にまつわる陰謀の噂ということに関しては、20世紀の教皇ヨハネ・パウロ1世と共通に語られることがある。